# Liga Ecuatoriana de Baloncesto 2012
La Liga Ecuatoriana de Baloncesto 2012 (por motivos de patrocinio Copa Marathon Sports) es la segunda edición de la máxima categoría del baloncesto organizado por la  Comisión de la Liga Ecuatoriana de Baloncesto. Esta Comisión nuclea a los equipos de Primera División del básquetbol ecuatoriano. El equipo campeón representará a Ecuador en la Liga Sudamericana de Clubes del año 2013.

## Aspectos destacados
- El Ministro del Deporte, José Francisco Cevallos, brindó su apoyo económico por un monto que bordea los 200 mil dólares, auspicio que permite el crecimiento del baloncesto ecuatoriano y afianza a los clubes de alto rendimiento.
- Los patrocinadores en la Liga Ecuatoriana de Baloncesto son Marathon Sport, Hotel Dann Carlton y Gatorade.[3]
- El éxito de la temporada anterior permite a varios clubes a solicitar a la ampliación de la Liga pero solamente ComuniKT (Ambato) y Asociación Deportiva Naval (Guayaquil) se inscribieron para ser parte del torneo organizado por la CLEB.[4]  El Barcelona Sporting Club también estuvo muy interesado en participar en la Liga desde 2011 debido a su éxito como equipo de taquilla pero a último momento desiste en inscribirse y decide jugar en el Torneo Provincial aunque no ha descartado volver a solicitar su inscripción para la temporada 2013.[5]
- Guerreros de Jehoshua no participa en el torneo pero sus jugadores y cuerpo técnico van para un nuevo club llamado Guerreros de Neumane (apoyado por la Alcaldía de Santo Domingo) por lo que es en realidad un nuevo club y Santo Domingo mantiene su franquicia en la CLEB. Sin embargo Ranger Fluminense se retira de la CLEB por falta de mantenimiento económico al equipo.
- Orense Sporting Club el equipo revelación de la temporada 2011 se abstuvo de participar este año, pero ratificó su compromiso de seguir en la CLEB e intervenir en la competencia 2013, para lo cual señaló -mediante comunicado- que realizará un trabajo planificado que permitirá a los aficionados de Machala deleitarse con un quinteto protagonista.[6]
- ESPOL baloncesto a última hora abandona la Liga debido a una decisión de la Universidad, por lo que Guayaquil se queda con un solo representante en la Liga y además la Liga se reduce a 7 clubes.[7][8]
- De acuerdo a las declaraciones del presiedente de la CLEB Patricio Pozo el Torneo Profesional hoy en día hasta los momentos ha resultado exitosa, con una asistencia promedio a los coliseos de 3 mil personas por jornada, siendo las mejores plazas Ibarra, Ambato,[9] Santo Domingo y Guaranda e incluso ha despertado una inusitada pasión en Quito (con el UTE, hoy en día el mejor club de baloncesto de la capital) y Guayaquil (desde que Barcelona dejó de participar en la antigua Liga Nacional de Baloncesto en el 2008).[10]

## Formato
Se jugará una primera fase en donde se enfrentarán en partidos ida y vuelta. También se habló de la realización del Juego de las Estrellas, el que se desarrollará al finalizar la primera etapa, fase que tendrá partidos de ida y vuelta bajo la modalidad todos contra todos. Los enfrentamientos de la segunda etapa se determinarán de acuerdo a la ubicación de la tabla de posiciones del final de la fase inicial. Los emparejamientos serán el primer ubicado contra el octavo, el segundo con el séptimo, el tercero con el sexto y el quinto con el cuarto. Los ganadores disputarán los play off de semifinal y quienes se impongan pasarán a pugnar por el título de la temporada 2012.

## Primera etapa
- Actualizadas las clasificaciones al 29 de agosto de 2012. [12]

| Pos | Equipo                     | Pts | PJ | G  | P  | CF   | CC   | Dif  |
| --- | -------------------------- | --- | -- | -- | -- | ---- | ---- | ---- |
| 1   | Asociación Deportiva Naval | 22  | 12 | 10 | 2  | 1090 | 976  | +114 |
| 2   | UTE                        | 21  | 12 | 9  | 3  | 1138 | 1048 | +90  |
| 3   | ComuniKT                   | 20  | 12 | 8  | 4  | 1104 | 1062 | +42  |
| 4   | Importadora Alvarado       | 20  | 12 | 8  | 4  | 1136 | 1050 | +86  |
| 5   | Guerreros del Neumane      | 16  | 12 | 4  | 8  | 1038 | 1106 | -68  |
| 6   | JG Bolívar                 | 14  | 12 | 2  | 10 | 1114 | 1228 | -114 |
| 7   | Mavort                     | 13  | 12 | 1  | 11 | 1031 | 1181 | -150 |
| 8   | ESPOL                      | -   | -  | -  | -  | -    | -    |      |

 Pts=Puntos; PJ=Partidos jugados; G=Partidos ganados; P=Partidos perdidos; CF=Canastas a favor; CC=Canastas en contra; Dif=Diferencia de puntos
|  | Clasificado directamente a semifinales |
|  | Clasificado a los cuartos de final     |
|  | Retirado.                              |

## Play-offs

### Cuartos de final
Los ganadores de la serie se clasificarán a la semifinal de la Liga Ecuatoriana de Baloncesto donde Asociación Deportiva Naval ya está clasificado.
|  | Cuartos de final |                       |   |  |
|  |                  |                       |   |  |
|  | 4                | Importadora Alvarado  | 2 |  |
|  | 4                | Importadora Alvarado  | 2 |  |
|  | 5                | Guerreros del Neumane | 0 |  |
|  | 5                | Guerreros del Neumane | 0 |  |

|  | Cuartos de final |            |   |  |
|  |                  |            |   |  |
|  | 3                | CKT        | 2 |  |
|  | 3                | CKT        | 2 |  |
|  | 6                | JG Bolívar | 1 |  |
|  | 6                | JG Bolívar | 1 |  |

|  | Cuartos de final |        |   |  |
|  |                  |        |   |  |
|  | 2                | UTE    | 2 |  |
|  | 2                | UTE    | 2 |  |
|  | 7                | Mavort | 0 |  |
|  | 7                | Mavort | 0 |  |

### Campeonato Final
|  | Semifinales | Semifinales          | Semifinales |                      |   | Final | Final | Final |  |
|  |             |                      |             |                      |   |       |       |       |  |
|  |             |                      |             |                      |   |       |       |       |  |
|  | 1           | ADN                  | 2           |                      |   |       |       |       |  |
|  | 1           | ADN                  | 2           |                      |   |       |       |       |  |
|  | 4           | CKT                  | 0           |                      |   |       |       |       |  |
|  | 4           | CKT                  | 0           |                      | 1 | ADN   | 1     |       |  |
|  |             |                      |             |                      | 1 | ADN   | 1     |       |  |
|  |             |                      | 2           | Importadora Alvarado | 2 |       |       |       |  |
|  | 2           | UTE                  | 2           | Importadora Alvarado | 2 | 0     |       |       |  |
|  | 2           | UTE                  |             |                      |   | 0     |       |       |  |
|  | 3           | Importadora Alvarado | 2           |                      |   |       |       |       |  |
|  | 3           | Importadora Alvarado | 2           |                      |   |       |       |       |  |
|  |             |                      |             |                      |   |       |       |       |  |

| Campeón de la LEB 2012                       |
| -------------------------------------------- |
| Importadora Alvarado Primer título de la LEB |

#### Cuartos de final
| 4 de septiembre de 2012 | ComuniKT Baloncesto Club | 108–110 | JG Bolívar |                                                           |
|                         |                          |         |            |                                                           |
|                         |                          |         |            | Pabellón: Coliseo Mayor de Deportes, Ambato Televisión: . |

| 07/09/2012 | JG Bolívar | 95–98 | ComuniKT Baloncesto Club |                                                                 |
|            |            |       |                          |                                                                 |
|            |            |       |                          | Pabellón: Coliseo Municipal de Guaranda, Guaranda Televisión: . |

| 8 de septiembre de 2012 | ComuniKT Baloncesto Club | 96–84 | JG Bolívar |                                                           |
|                         |                          |       |            |                                                           |
|                         |                          |       |            | Pabellón: Coliseo Mayor de Deportes, Ambato Televisión: . |

| 4 de septiembre de 2012 | Club Deportivo Mavort | 69–100 | Universidad Tecnológica Equinoccial |                                                           |
|                         |                       |        |                                     |                                                           |
|                         |                       |        |                                     | Pabellón: Coliseo Luis Leoro Franco, Ibarra Televisión: . |

| 6 de septiembre de 2012 | Universidad Tecnológica Equinoccial | 85–63 | Club Deportivo Mavort |                                                            |
|                         |                                     |       |                       |                                                            |
|                         |                                     |       |                       | Pabellón: Coliseo Julio Cesar Hidalgo, Quito Televisión: . |

| 4 de septiembre de 2012 | Guerreros del Neumane | 96–100 | Importadora Alvarado |                                                           |
|                         |                       |        |                      |                                                           |
|                         |                       |        |                      | Pabellón: Coliseo Federativo, Santo Domingo Televisión: . |

| 6 de septiembre de 2012 | Importadora Alvarado | 103– 88 | Guerreros del Neumane |                                                           |
|                         |                      |         |                       |                                                           |
|                         |                      |         |                       | Pabellón: Coliseo Mayor de Deportes, Ambato Televisión: . |

#### Semifinal
| 12 de septiembre de 2012 | ComuniKT Baloncesto Club | 72–82 | Asociación Deportiva Naval |                                                           |
|                          |                          |       |                            |                                                           |
|                          |                          |       |                            | Pabellón: Coliseo Mayor de Deportes, Ambato Televisión: . |

| 14 de septiembre de 2012 | Asociación Deportiva Naval | 78–62 | ComuniKT Baloncesto Club |                                                                                 |
|                          |                            |       |                          |                                                                                 |
|                          |                            |       |                          | Pabellón: Coliseo Abel Jiménez Parra, Guayaquil Televisión: Cable Deportes CD7. |

| 13 de septiembre de 2012 | Importadora Alvarado | 115–98 | Universidad Tecnológica Equinoccial |                                                                                     |
|                          |                      |        |                                     |                                                                                     |
|                          |                      |        |                                     | Pabellón: Coliseo Mayor de Deportes, Ambato Televisión: Teleamazonas Internacional. |

| 15 de septiembre de 2012 | Universidad Tecnológica Equinoccial | 92–104 | Importadora Alvarado |                                                                                      |
|                          |                                     |        |                      |                                                                                      |
|                          |                                     |        |                      | Pabellón: Coliseo Julio Cesar Hidalgo, Quito Televisión: Teleamazonas Internacional. |

#### Final
| 18 de septiembre de 2012 | Importadora Alvarado | 92–72 | Asociación Deportiva Naval |                                                           |
|                          |                      |       |                            |                                                           |
|                          |                      |       |                            | Pabellón: Coliseo Mayor de Deportes, Ambato Televisión: . |

| 21 de septiembre de 2012 | Asociación Deportiva Naval | 91–78 | Importadora Alvarado |                                                                                 |
|                          |                            |       |                      |                                                                                 |
|                          |                            |       |                      | Pabellón: Coliseo Abel Jiménez Parra, Guayaquil Televisión: Cable Deportes CD7. |

| 22 de septiembre de 2012 | Asociación Deportiva Naval | 88–98 | Importadora Alvarado |                                                                                 |
|                          |                            |       |                      |                                                                                 |
|                          |                            |       |                      | Pabellón: Coliseo Abel Jiménez Parra, Guayaquil Televisión: Cable Deportes CD7. |